# Andrei Peteleu
Ionuţ Andrei Peteleu (Beszterce, 1992. augusztus 20. –) román utánpótlás-válogatott labdarúgó, a CFR 1907 Cluj játékosa.

## Pályafutása

### Klubcsapatokban
Peteleu a romániai Gloria 1922 Bistrița csapatánál kezdte el labdarúgó-pályafutását. 2016 és 2020 között a CFR 1907 Cluj csapatában ötven román élvonalbeli mérkőzésen lépett pályára, háromszor lett román bajnok és egyszer kupagyőztes. A 2019-2020-as szezonban a klub színeiben pályára lépett az Európa-liga csoportkörében. 2021 augusztusában magyar élvonalbeli Kisvárda szerződtette. 2023 január elején visszatért a CFR Cluj csapatához.

### Válogatott
Többszörös román utánpótlás-válogatott, tagja volt a 2011-es U19-es labdarúgó-Európa-bajnokságon szerepelt csapatnak.

## Sikerei, díjai
CFR 1907 Cluj
- Román labdarúgó-bajnokság: 2017–18, 2018–19, 2019–20
- Román kupa: 2018–19

 Kisvárda
- Magyar labdarúgó-bajnokság ezüstérmes: 2021–22